# Cmentarz wojenny nr 342 – Łapanów
Cmentarz wojenny nr 342 – Łapanów – cmentarz z I wojny światowej znajdujący się we wsi Łapanów w województwie małopolskim, w powiecie bocheńskim, w gminie Łapanów. Jest jednym z 400 zachodniogalicyjskich cmentarzy wojennych zbudowanych przez Oddział Grobów Wojennych C. i K. Komendantury Wojskowej w Krakowie. Z tej liczby w okręgu bocheńskim cmentarzy jest 46.

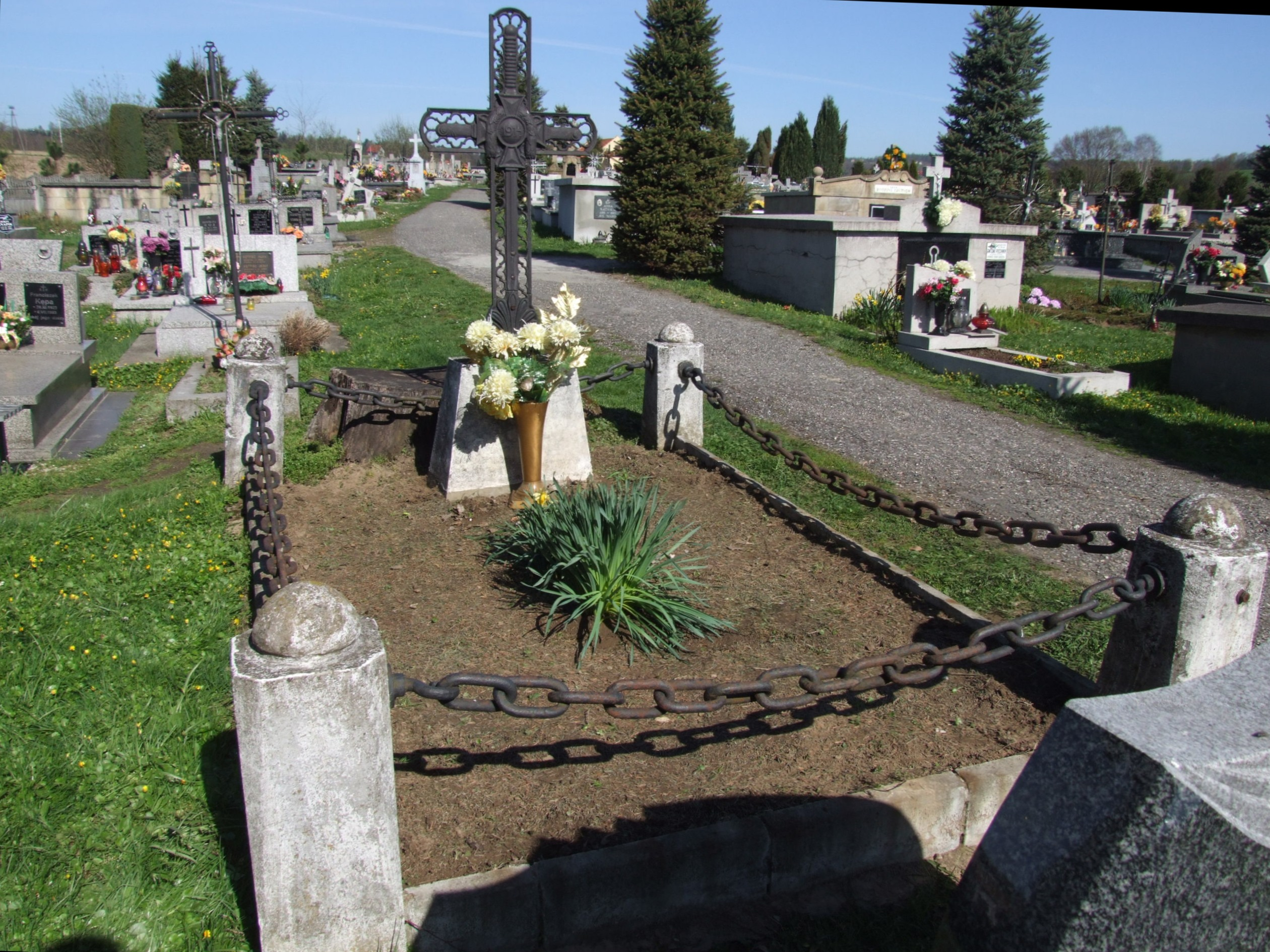
Dolna kwatera cmentarza

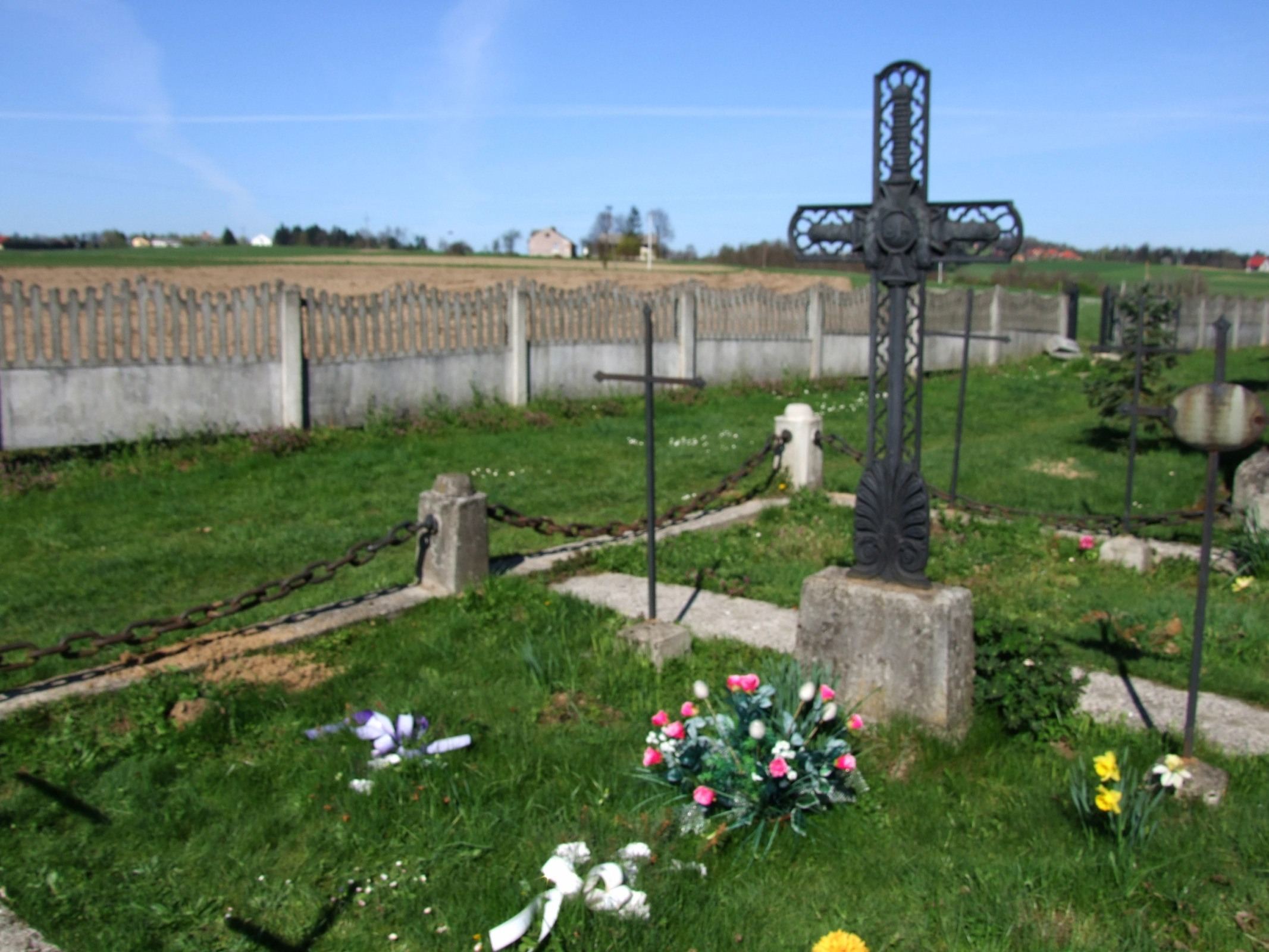
Krzyż łaciński na górnej kwaterze

## Historia
Pochowano tutaj wspólnie na jednym cmentarzu żołnierzy armii rosyjskiej, austro-węgierskiej i niemieckiej, którzy zginęli na okolicznych polach na początku grudnia 1914 w czasie operacji limanowsko-łapanowskiej. Wojska austriackie atakujące w kierunku Łapanowa, Zbydniowa i Żegociny wyparły Rosjan z okolicznych miejscowości, a następnie po kilkudniowych niezwykle zaciętych walkach zdobyły wzgórza w miejscowościach Buczyna, Grabina, Stradomka, Sobolów, Chrostowa, Kamyk, Wola Nieszkowska, Nieprześnia. 13 grudnia Rosjanie rozpoczęli odwrót dalej na wschód. 

## Opis cmentarza
Położony jest na cmentarzu parafialnym w Łapanowie, w odległości około 200 m od nowego kościoła. Zlokalizowany jest na stoku o niewielkim nachyleniu, na wysokości 249 m n.p.m.. Składa się z dwóch kwater. Zasadnicza część cmentarza znajduje się w górnej części cmentarza, tuż przy kaplicy cmentarnej. Na obydwu kwaterach pochowano łącznie 23 żołnierzy armii austro-węgierskiej, 1 żołnierza armii rosyjskiej i 4 żołnierzy armii rosyjskiej. Z nazwiska znanych jest 24 żołnierzy.
Dolna kwatera cmentarza to mogiła ziemna na planie prostokąta, o bokach ogrodzonych betonową ławą. Ogrodzona jest grubymi łańcuchami na czterech niskich, ale masywnych betonowych cokołach zwieńczonych półkulami. W jej górnym końcu jest żeliwny, ażurowy krzyż łaciński. Takie samo ogrodzenie i taki sam plan ma górna, zasadnicza część cmentarza, z tym, że podzielona jest betonowymi ławami na 3 części. Są na niej dwa duże ażurowe krzyże na betonowych cokołach; krzyż łaciński typu austriackiego i dwuramienny krzyż lotaryński. Oprócz nich jest 12 mniejszych krzyży wykonanych z żelaznych płaskowników, osadzonych na niewielkich betonowych cokołach. Te krzyże są również dwóch rodzajów: łacińskie typu austriackiego i dwuramienne lotaryńskie. Na jednym z nich jest owalna tabliczka z napisem. Poza betonowymi ławami, przy górnym końcu tej kwatery znajduje się umieszczona na prostopadłościennym słupie stylizowana kamienna kapliczka, zakończona półkulistą wnęką. Zwieńczona jest wpisanym w koło równoramiennym krzyżem